# 자전거를 타는 여자
《자전거를 타는 여자》는 1996년 2월 5일부터 1996년 8월 30일까지 방영된 SBS 일일드라마이다.

## 등장 인물
- 신구 : 봉정만 역
- 정혜선 : 이애자 역
- 정운용 : 봉종만 역
- 김보연 :허난수 역
- 권재희 : 봉유진 역
- 이영하 : 봉세일 역
- 박선영 : 고옥지 역
- 윤기원 → 박형준 : 봉우일 역
- 유호선 : 신재옥 역
- 김수정 : 황명순 역
- 김주일 : 봉유리 역
- 남일우 : 신도관 역
- 이한수 : 신치복 역
- 맹상훈 : 구영달 역
- 김기섭 : 장씨 역
- 차윤희 : 방씨 역
- 현정애 : 이씨 역
- 전금한 : 의사 역
- 신복숙 : 김마리 역
- 성동일
- 김단비 : 이혜진 역 - 봉우일의 연인
- 강승연 : 허난수 역
- 임유진 : 이상우 역

## 결방 사유 및 편성 변경
- 1996년 2월 19일 : 설날 특집 드라마 《곰탕》 방송으로 인해 결방[1]
- 1996년 2월 20일 : 9시부터 월화드라마 《야망의 불꽃》이 39~40회 연속 방송으로 8시 30분으로 앞당겨 방송
- 1996년 3월 21일 : 1996년 하계 올림픽 축구 남자 아시아 지역 예선 〈대한민국 VS 중국〉 중계방송으로 인해 결방
- 1996년 4월 11일 : SBS 8 뉴스 특집 방송으로 인해 결방
- 1996년 4월 19일 : 2002년 FIFA 월드컵 유치기원 국제예술축제 편성으로 인해 결방
- 1996년 5월 16일 : 2002년 FIFA 월드컵 유치기원 국제축구대회 〈대한민국 VS 스웨덴〉 중계방송으로 인해 결방
- 1996년 5월 31일 : 서울대학교 개교 50주년 축하 대공연 편성으로 인해 결방[2]
- 1996년 6월 25일 : 6.25 특집 드라마 《구하리의 전쟁》 방송으로 인해 결방[3]
- 1996년 7월 31일 : 애틀랜타 올림픽 배드민턴 여자복식 결승전 중계방송으로 인해 미니시리즈 《남자대탐험》이 1시간 앞당겨져 방송된 관계로 결방
- 1996년 8월 1일 : 애틀랜타 올림픽 배드민턴 남녀개인, 혼합복식 결승전 중계방송으로 인해 《남자대탐험》이 1시간 앞당겨져 방송한 관계로 결방

## 참고 사항
- 당초 유호정이 고옥지 역으로 낙점되었으나 동생 유호선과 함께 출연하는 것을 부담스럽게 여겨 고사하자 박선영이 대신 합류하였다.[4]
- 가부장적 요소가 지나치다는 지적을 받았다.[5]